# カレル・ゴット
カレル・ゴット（チェコ語: Karel Gott、1939年7月14日 - 2019年10月1日）はチェコの歌手、アマチュア画家。 チェコスロバキアおよびチェコ共和国で最も成功した歌手といわれている。チェコ・ナイチンゲールで42回（直近では2017年）、国内最高の男性歌手に選ばれた。 
ドイツ語圏においても大きな成功を収めた。「プラハの黄金の歌声」 (the Golden Voice of Prague) とも呼ばれ、ドイツでは"金の音叉"賞を3回受賞した (1982年、1984年、1995年) 。 
60年以上にわたるキャリアの中で100枚以上のアルバムと100枚のコンピレーションアルバムを発表し 、世界で推定5000万〜1億枚、ドイツ語市場では2300万枚、チェコスロバキアおよびチェコ・スロバキアでは約1500万枚を売り上げた。

## 若年期
ゴットはベーメン・メーレン保護領（現在のチェコ共和国）のプルゼニで生まれ 、6歳からはプラハに住んでいた。プラハ工芸美術大学（UMPRUM）で芸術を学ぶことを志していたが、入試に失敗 。電気技師として訓練を受け働き始めたが 、プラハの音楽シーン、特にジャズに興味を持っていた 。ベースやギターに取り組んだこともあったが、最終的には歌に専念し、独学で学び始めた。 
1950年代にはアマチュア歌手として活動し始め、コンクールにもしばしば参加した。 

## 活動初期
1958年、プラハ・スラヴォニック・ハウスで開催されたアマチュアの歌唱コンテスト "Looking for New Talent" に参加したが、不調に終わった。しかし、同年にヴルタヴァ・プラハ・カフェにおいて演奏枠を初めて獲得した。 
1960年、プロの歌手として活動をすることを決心、プラハ音楽院にてコンスタンティン・カレーニンのもとでオペラを学んだ。カレーニンはロシアのオペラ歌手、フョードル・シャリアピンの弟子である。カレーニンはゴットが最近の音楽トレンドに対して関心を示していることを知り、イタリアの古典作品だけでなく、ポピュラー音楽に関しても教えた 。同時期に、カレル・クラウトガルトナーが指揮するチェコスロバキア放送ジャズオーケストラとともにポーランドへの演奏旅行を行った。これがゴットにとって初めての海外旅行だった。 
1962年、最初のシングルがスプラフォンより発売された。このシングルにはジャズ・シンガーのヴラスタ・プルーホヴァーとのデュエット、 "Až nám bude dvakrát tolik" （私たちが2倍の年齢になったとき）が収録された 。同年、ゴットはゴールデン・ナイチンゲールに初登場し、全国投票で3票を獲得して49位となった。 
1963年、ゴットは音楽院を去り、1966年まで個人で歌のレッスンを続けた。 

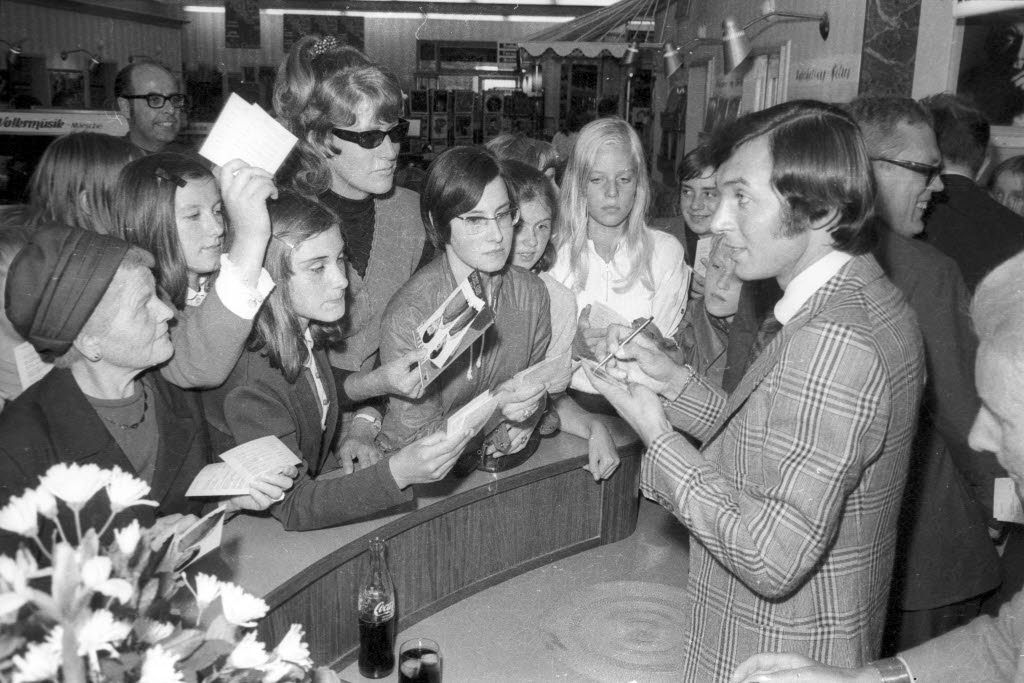
1969年8月、ファンにサインを書くゴット。

同年、ゴットは設立されたばかりのセマフォル劇場の場所を提供された。この劇場はチェコスロバキアのポップミュージックシーンの最前線であった。同年、最初のソロシングルである ヘンリー・マンシーニの「ムーン・リバー」のチェコ語での録音を発売、続いて "Oči sněhem zaváté" （吹き溜まりの目）を発売し、これが年間のベストセラーとなった。その後まもなく、年間で最も人気であったアーティストに与えられるゴールデン・ナイチンゲールを初めて受賞した。ゴットはチェコ・ナイチンゲールと合わせてこの賞を生涯で42回獲得した。
1965年、セマフォル劇場の同僚であるイジー・シュタイドルとラディスラフ・シュタイドルとともにアポロシアターを設立。この頃にはゴットは大衆によく知られた存在となっており、自らのオーケストラを結成して「二人の巡礼」と「夕方の祈り」プログラムに出演していた 。作曲も始め、オーケストラともにでチェコスロバキア国内および海外でツアーを行った 。同年、最初のアルバム "Karel Gott Sings" をスプラフォンより発売、1966年には "The Golden Voice of Prague" (Artia-Supraphon) を発売した。 
1967年、フランスのカンヌで開催された音楽産業見本市、MIDEMにおいて演奏を行い、喝采を浴びた 。このイベントの後、ドイツ・グラモフォンのレーベルポリドールと契約。数回の契約更改を繰り返した後、1997年には終身契約となった 。1967年から2000年までの間に、125枚以上のアルバムと72枚のシングルがドイツ語圏に向けてポリドールより発売された 。
1968年、ユーロビジョン・ソング・コンテストにオーストリア代表として出場、 同年、ラスベガスのニュー・フロンティア・ホテル・アンド・カジノにおいて、6か月にわたり毎晩演奏を行った。 

## 1970年代

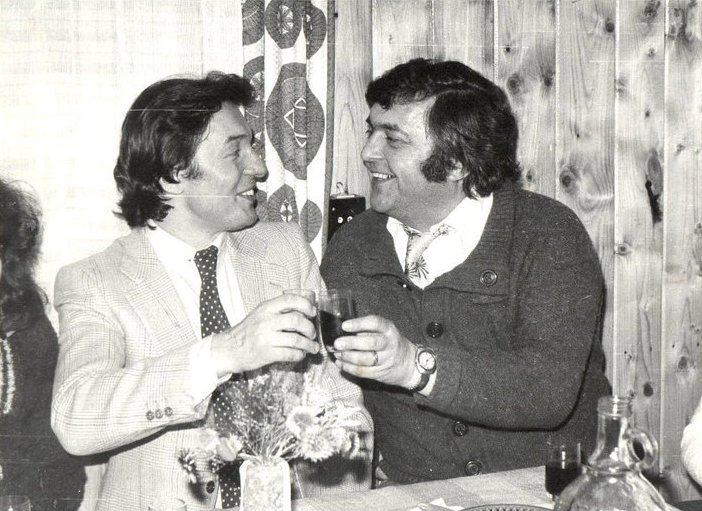
ゴット（左）とヤロミール・カナーク

1970年代に入ると、ゴットは国内において成功を収め、テレビにも定期的に出演した。その中には、「スラニーのカレル・ゴット」という10部構成のシリーズがある。ゴットの最も成功した市場の1つであるドイツでは、1970年に "Einmal um die ganze Welt" （かつて世界中で）という歌で自身の躍進を祝い、西ドイツと東ドイツの双方で人気を博した。 ドイツにおいては、ZDF-Hitparadeをはじめとするテレビ番組に定期的に出演した 。
代表作の一つには「みつばちマーヤの冒険」シリーズのテーマ曲がある 。ドイツ語での録音の他に、スロバキア語とチェコ語の吹き替え版向けの録音も行った。 1977年5月3日、功労芸術家の称号を授与され、翌年には文化的または社会的人物に授与される「ケルンの黄金の帽子」賞を受賞した。チェコスロバキア社会主義共和国政府を批判する文書である憲章77の発表後、ゴットは政府を支持して反憲章運動に参加した。 1977年にメロディアから発売されたソビエト連邦におけるデビューLPはの売り上げは450万枚を超え、旧ソビエト連邦の国々において今なお人気を保っている。 
同じく1977年にはオール・バイ・マイセルフのカバーを発表。この曲は1969年1月にソビエト連邦によるチェコスロバキア占領に対する抗議のため焼身自殺をしたヤン・パラフを題材とした "Kam tenkrát šel můj bratr Jan" （私の弟ヤンは今回どこに行ったの）として歌唱された。 この歌が録音された1977年にはまだソ連軍が国内に留まっていた。 
1970年代の終わりごろになると、カントリー・ミュージックやクラシックの作曲など、ポピュラー音楽以外のジャンルにも取り組み始め、1979年のファン・フェア・カントリー・ミュージック・フェスティバルに出演した。 

## 1980年代・引退ツアー
1980年代に入ると、国外での活動が盛んになった。1981年にはイタリアでミュージカル "In the Track of Bel Canto" が撮影され、そのサウンドトラックに基づいてイタリア語のアルバム "Bella Italia" が発売された。また、ソ連ではソフィーヤ・ロタールとのデュエットも披露された。1983年、ドイツの伝統音楽への貢献が認められ、ミュンヘンでヘルマン・レンズ・メダルの金メダルを受賞した。1985年4月30日には、優れた芸術的貢献に対し国民芸術家（チェコ語: Národní umělec）の称号を授与された。 1986年、ポリドールとの契約が20年にわたったことを記念し、レナード・バーンスタインとヘルベルト・フォン・カラヤンに次いで3人目のゴールデン・ニードル賞の受賞者となった。1991年3月、ポピュラー・ミュージック・アカデミーの殿堂入りを果たした最初の人物となり、1992年9月8日にはチェコスロバキアでのレコードの売り上げが1300万枚に達したことが認められ、スプラフォン・ダイヤモンド・レコード賞を受賞した。 
1990年、引退を発表し、長期間にわたる引退ツアーを行った。しかし、ツアーが成功したことにより引退を撤回。1993年、フランティシェク・ヤネチェクとともに芸術事務所 "GOJA" を設立し、自身のレコードの発売や活動のマネジメント等を行った。 

## 復帰・その後

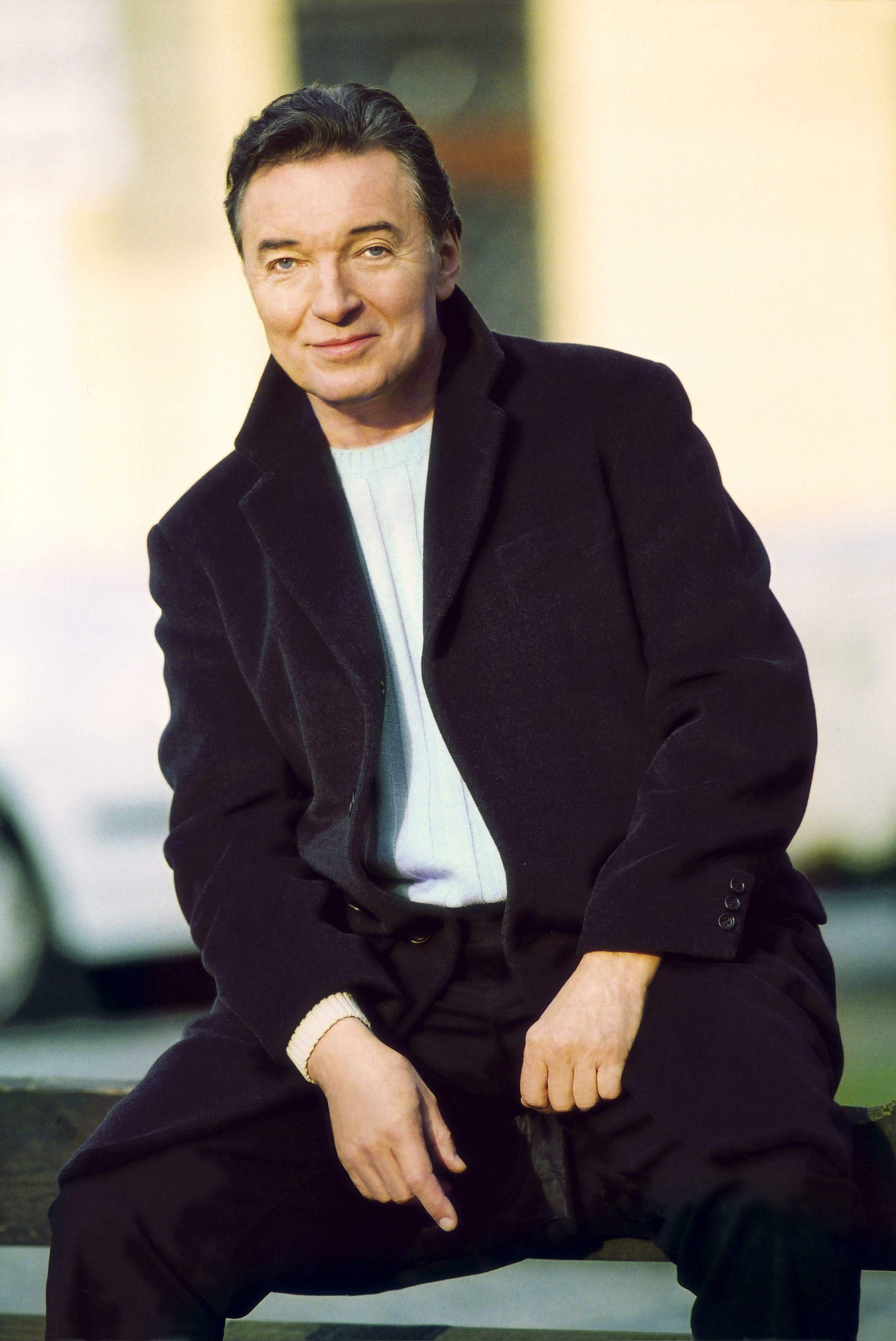
2002年のゴット

1996年、新たに活動再開を表明した後、チェコ・ナイチンゲールを再び獲得。その後は2017年まで1998年と2012年を除いて毎年受賞した。 ゴットは多くの国で人気を博し、チェコ国外でも幅広く活躍した。2000年9月29日、ニューヨークのカーネギーホールでコンサートを行った。 
2008年、ドイツのラッパー・ブシドーのアルバム "Heavy Metal Payback" に参加、アルファヴィルの "Forever Young" のカバーである "Fürimmer jung" をデュエットした。 
2009年、チェコ共和国功労勲章を受章した。 
2001年よりドイツ語詞を担当した作詞家のフィリップ・アルプレヒトはゴットに20曲以上の詞を書いた 。 
2014年5月、自伝 "Zwischen zwei Welten" （2つの世界の間で）を発表した。 
亡くなる数ヶ月前の2019年5月に発表した、娘のシャルロット（チェコ語: Charlotte Ella Gottová）とのデュエット "Srdce nehasnou" （心は続く）とそのミュージック・ビデオはゴットの遺作となった。 発売時の時点では健康問題について公開されていなかったが、ゴットの死後、この曲を作曲したソングライターのリハルト・クライチョは、短期間で曲を仕上げるよう依頼されていたことを明かした。題名とテーマの他に、歌の始まりと終わりに「時々、神が準備していることがわかる」という歌詞が含まれており、別れを意味していることを示唆している。 

## 私生活

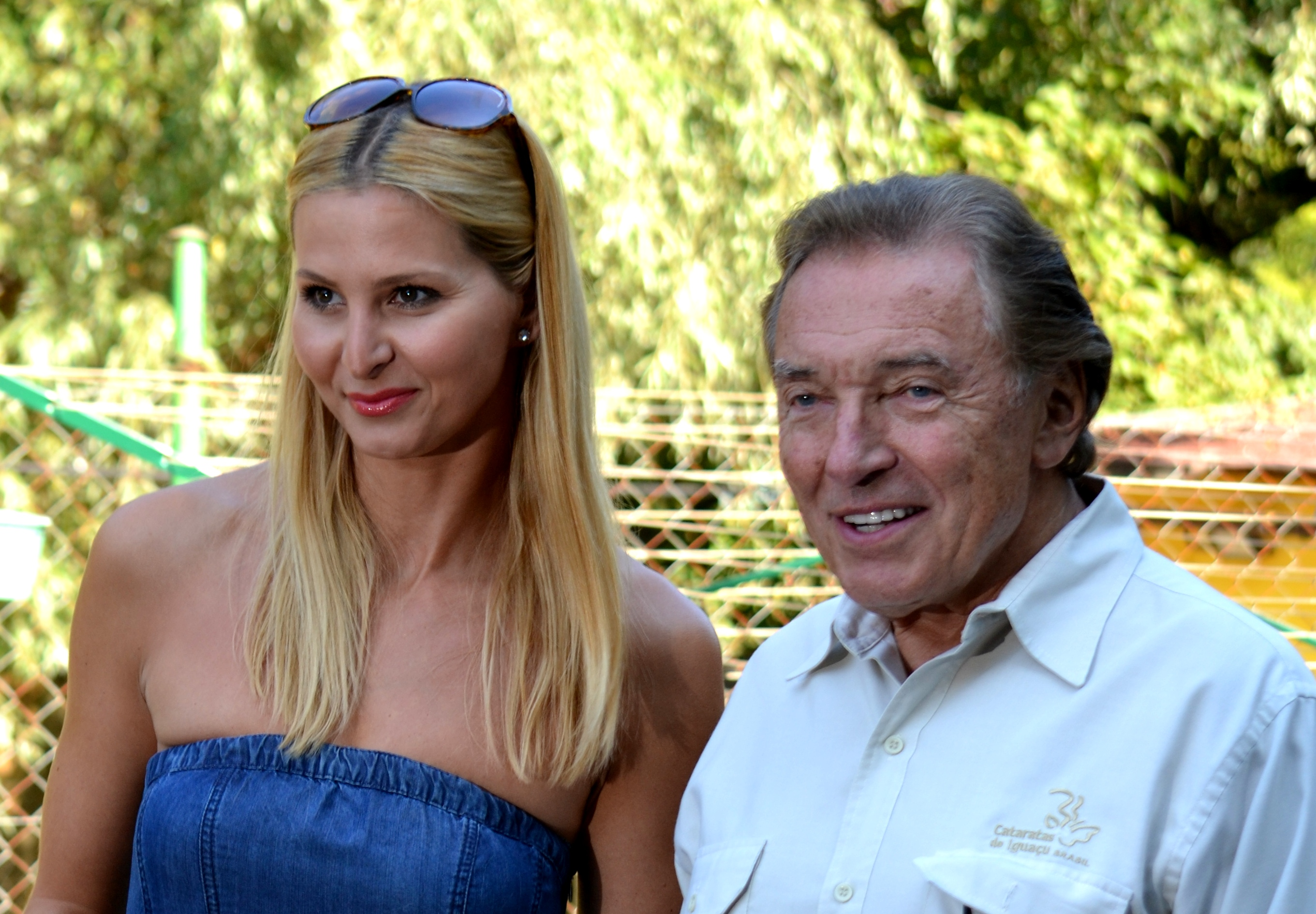
2012年、妻のイヴァナ(左)と

前妻との間に娘が2人いる（ドミニカ、ルーシー）。2008年1月に最後の妻となるイヴァナ・マハーチコヴァと結婚し、イヴァナとの間にはシャルロット（2006年4月生まれ）とネリー（2008年5月生まれ）の2人の娘がいる。 
1990年代、ゴットは絵画に熱中し始めた。初の個展は1992年にプラハ・キリスト・チャイルド・ギャラリーで開催され、その後はベルリン、モスクワ、ミュンヘン、ケルン、ウィーン、ブラチスラヴァでも展示された。 

## 健康問題と死
2015年10月、ゴットはリンパ節のガンと診断された。2016年3月18日、ガンを克服したと報道されたが、2019年9月中旬に急性白血病を発症したため、出演をすべてキャンセルし、外来治療を開始した。しかし、10月1日の深夜、ベルトラムカの自宅で家族に見守られながら亡くなった。翌朝にはその死をメディアが報じた。チェコのすべての主要テレビ局はゴットに関する特別報道や記念番組を放送し、チェコ放送とラジオ・インパルスも番組を改変して放送を行った。政府は10月2日の臨時閣議で国葬の実施を決定。その翌日、アンドレイ・バビシュ首相は、2010年のオタカル・モテイルの例のように、国葬は国家の名誉のもとの葬儀でなければならないとし、国葬の実施を撤回した。ラニーにある大統領府（ラニー城）では大統領旗が半旗とされたが、元儀典長のインドルジヒ・フォレイトによると、これは国旗・国章の使用に関する法律を侵すものであったという。告別式は2019年10月11日の午前8時からプラハのジョフィーン宮殿で行われた。チェコやドイツの各地からファンが訪れ、列は5キロにおよび、待ち時間は数時間にもわたった。午前0時には約49000人の弔問者がひつぎに敬意を表し、式を終えた。翌10月12日、招待客に向けてプラハ城内の聖ヴィート大聖堂においてレクイエムおよび国葬が営まれた。同日、国喪も宣言された。レクイエムにはチェコの歌手、俳優、スポーツ選手だけでなく、フラデツ・クラーロヴェー司教であるドミニク・ドゥカ枢機卿、ミロシュ・ゼマン大統領、アンドレイ・バビシュ首相も参列した。

## 受章歴
- チェコ共和国功労勲章（英語版）（一等） 2009年